# Nebel und Sonne
Nebel und Sonne è un film muto del 1916 scritto, prodotto e diretto da Joe May.

## Trama
Dopo che suo padre Abraham Löwenberg è stato condannato per omicidio, Ruth trova un lavoro in città come governante. La giovane donna, però, intraprende la carriera artistica, diventando cantante. Sposa poi il conte Marlitz e, dalla loro unione, nasce un bambino. Quando però suo padre esce di prigione, Ruth si trova davanti a un bivio: deve scegliere tra il padre e la sua nuova famiglia. Da brava figlia, sceglie di stare accanto a suo padre e si vede costretta a lasciare il marito e il loro bambino.
Passano gli anni: Ruth, senza farsi riconoscere, ha trovato lavoro come governante in casa Marlitz. Il conte si è risposato e adesso la seconda moglie si occupa anche del figlio di Ruth. Il ragazzo si ammala e la matrigna decide che ha bisogno di essere operato. La decisione mette in allarme Ruth che si rivela, volendo impedire quell'intervento che ritiene inutile. Il conte, allora, divorzia dalla seconda moglie e la famiglia si ricompone, con il figlio guarito e i genitori finalmente felici insieme.

## Produzione
Il film fu prodotto da Joe May.

## Distribuzione
Uscì nelle sale cinematografiche tedesche dopo essere stato presentato il 21 aprile 1916 al Tauentzien-Palast di Berlino. In Danimarca, il film prese il nome En Moders Hjerte.